# Dieter F. Uchtdorf
Dieter Friedrich Uchtdorf (n. 6 de noviembre de 1940 Ostrava, República Checa) es un ex piloto de aviación militar y comercial y líder religioso alemán. Ha servido como autoridad general de La Iglesia de Jesucristo de los Santos de los Últimos Días desde 1994 y segundo consejero de la Primera Presidencia desde enero de 2010 hasta enero de 2018. Actualmente sirve como miembro del Cuórum de los Doce Apóstoles siendo el quinto apóstol de más alto rango en las filas de la Iglesia.

## Primeros años y educación
Dieter F. Uchtdorf nació en Moravská Ostrava (en alemán: Mährisch-Ostrau); es hijo de Karl Albert Uchtdorf y Hildegard Else Opelt. Cuando era niño, su familia se trasladó a Zwickau, en Alemania del Este, mientras que su padre estaba ausente en el ejército, viajando a través de áreas que estaban siendo bombardeadas. Como resultado del encuentro de su abuela con un miembro de La Iglesia de Jesucristo de los Santos de los Últimos Días en una línea de sopa, la familia de Uchtdorf se unió a la recién nombrada Iglesia, en su juventud.
Cuando Uchtdorf tenía unos diez años, las creencias políticas de su padre, incongruente con el régimen soviético, le valió el calificativo de «dissenter» (en español: disidente), poniendo así en peligro su vida. La familia huyó de la Alemania del Este y se instalaron en Alemania Occidental ocupada por Estados Unidos. Mientras tanto él comenzó a estudiar ingeniería mecánica a la edad de 18 años, pero luego continuó en Colonia (Alemania), estudiando administración de empresas y se graduó del Institut pour l'Etude des Methodes de Direction de l'Entreprise en Lausana, Suiza, con una Maestría en Administración de Negocios. Él recibió un doctorado honorario en Liderazgo Internacional por la Universidad Brigham Young durante la ceremonia de graduación de abril de 2009.

## Carrera como aviador
Dieter Uchtdorf ante la conscripción en el recién formado Bundeswehr, decidió ser voluntario para la Alemania Occidental de la fuerza aérea en 1959, con 19 años, para así convertirse en un piloto de combate. Debido a un acuerdo entre la Alemania Occidental y el gobierno de los Estados Unidos, Uchtdorf ingresó a la escuela de entrenamiento para pilotos de aviones de caza en Big Spring, Texas, Texas, donde él ganó alas en la Fuerza Aérea Americana y Fuerza Aérea Alemana, y destacó, ganando el Trofeo de Comandante codiciado (USAF) por ser el piloto mejor estudiante de su clase, lo que le condujo a ser piloto de combate en el oeste de Alemania, dejando dicho puesto en 1965 para unirse a  Lufthansa Airlines. Para 1970, a los 29 años de edad, Uchtdorf había alcanzado el rango de capitán con Lufthansa; fue nombrado en 1975 como jefe de la nueva Escuela de Formación de Lufthansa Arizona, luego en 1980 fue nombrado piloto de la cabeza principal de la tripulación de cabina y luego vicepresidente senior de operaciones de vuelo en 1982. Salió de Lufthansa en 1996, dos años después de ser llamado al Cuórum de los Setenta.

## Servicio religioso

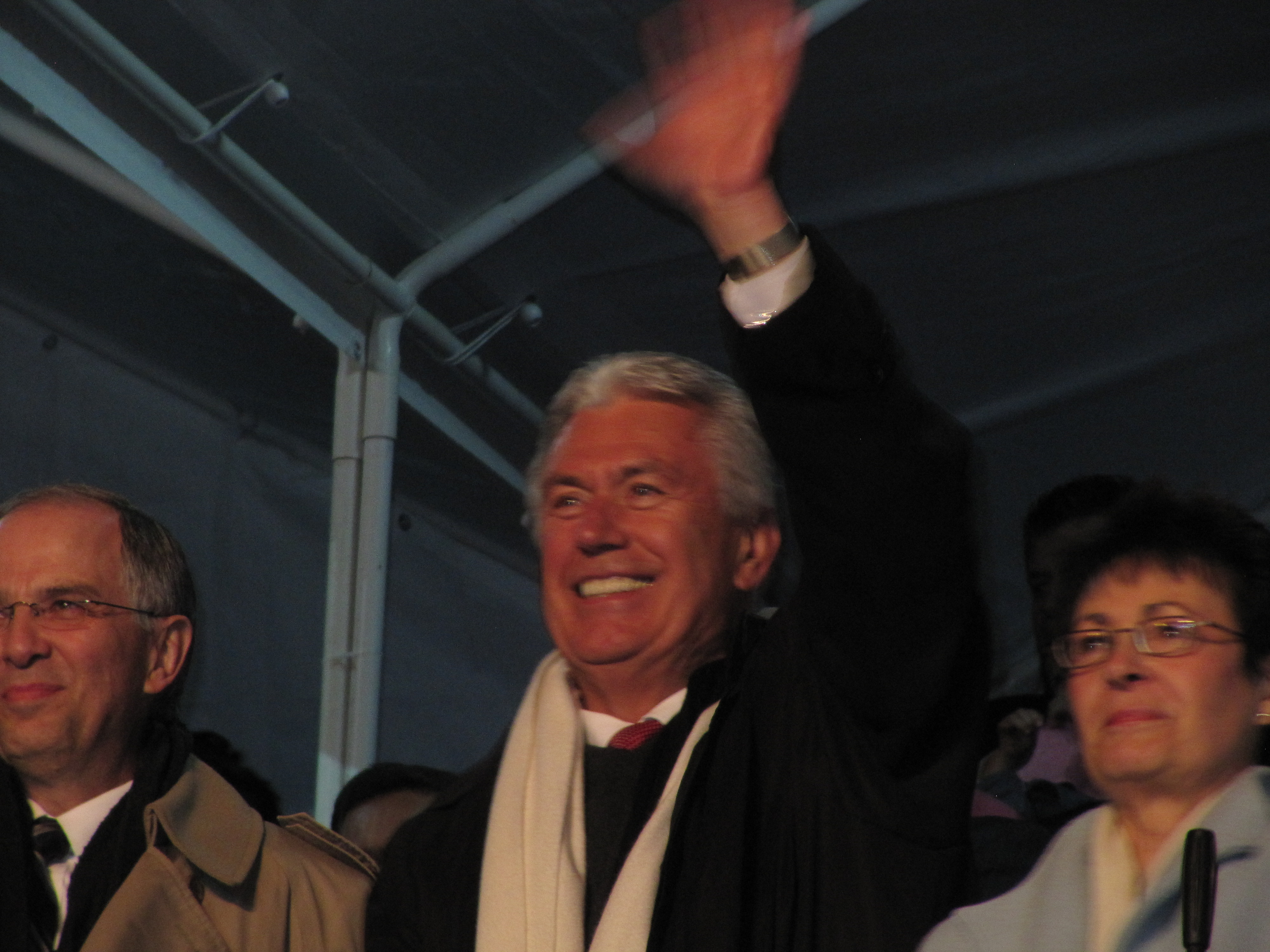
Uchtdorf junto a su esposa.

Después de su egreso en Lufthansa, fungió dos veces como presidente de estaca en la Iglesia de Jesucristo de los Santos de los Últimos Días, que preside la estaca Frankfurt, Alemania y la estaca Mannheim, Alemania. Fue llamado como autoridad general de la Iglesia, el 2 de abril de 1994, para el llamamiento en el Segundo Cuórum de los Setenta. El 7 de abril de 1996 fue llamado a servir en el Primer Cuórum de los Setenta y el 15 de agosto de 2002 se convirtió en miembro de la Presidencia de los Setenta.
Uchtdorf fue sostenido como miembro del Cuórum de los Doce Apóstoles, el 2 de octubre de 2004 y ordenado a ese oficio el 7 de octubre de 2004 por el entonces presidente de la iglesia Gordon B. Hinckley. Uchtdorf y David A. Bednar fueron llamados para cubrir las vacantes creadas por las muertes de los miembros del cuórum David B. Haight y Neal A. Maxwell, fue nombrado como un apóstol y aceptado por la iglesia como un profeta, vidente y revelador. Formó parte como el undécimo apóstol nacido fuera de Estados Unidos, en ese entonces no practicante del idioma inglés.
 Uchtdorf es el primer apóstol de Alemania en la historia de la iglesia y fue el primero en nacer fuera de América del Norte desde la muerte de John A. Widtsoe en 1952.
El 12 de mayo de 2006, en Eslovaquia, Uchtdorf ofreció una oración dedicando la tierra, para la predicación del Evangelio, una costumbre de la Iglesia de Jesucristo y suele observarse en los misioneros de tiempo [completo] al llegar a un nuevo país. Mientras que el 3 de febrero de 2008, se convirtió en el Segundo Consejero de Thomas S. Monson en la Primera Presidencia de la Iglesia.

## Trabajo bibliográfico
- Uchtdorf, Dieter F. (2011), Your happily ever after, Salt Lake City: Deseret Book, ISBN 9781606416525, OCLC 727126663.
- —— (2010), The remarkable soul of a woman, Salt Lake City: Deseret Book, ISBN 9781606412442, OCLC 502304343.
- —— (2005), Sister Eternal, Salt Lake City: Deseret Book, ISBN 9781590385357, OCLC 60931317.